# Rappe

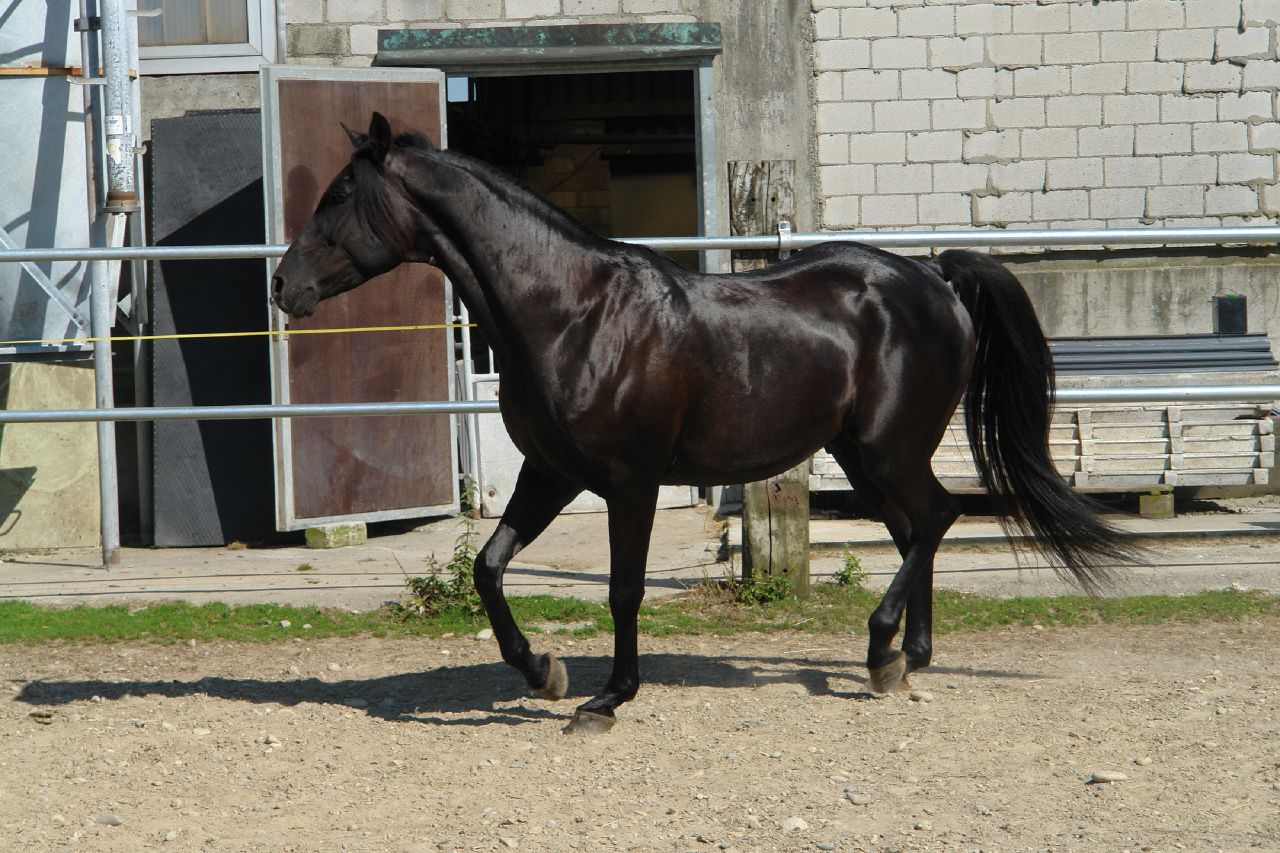
Rappe, Vollblutaraber

Ein Rappe ist ein Pferd, dessen Mähne, Schweif und Fell schwarz sind.

## Etymologie
Der Rappe verdankt seinen Namen dem Raben, einem schwarzen Vogel – er ist also ein „rabenschwarzes“ Pferd.

## Aussehen

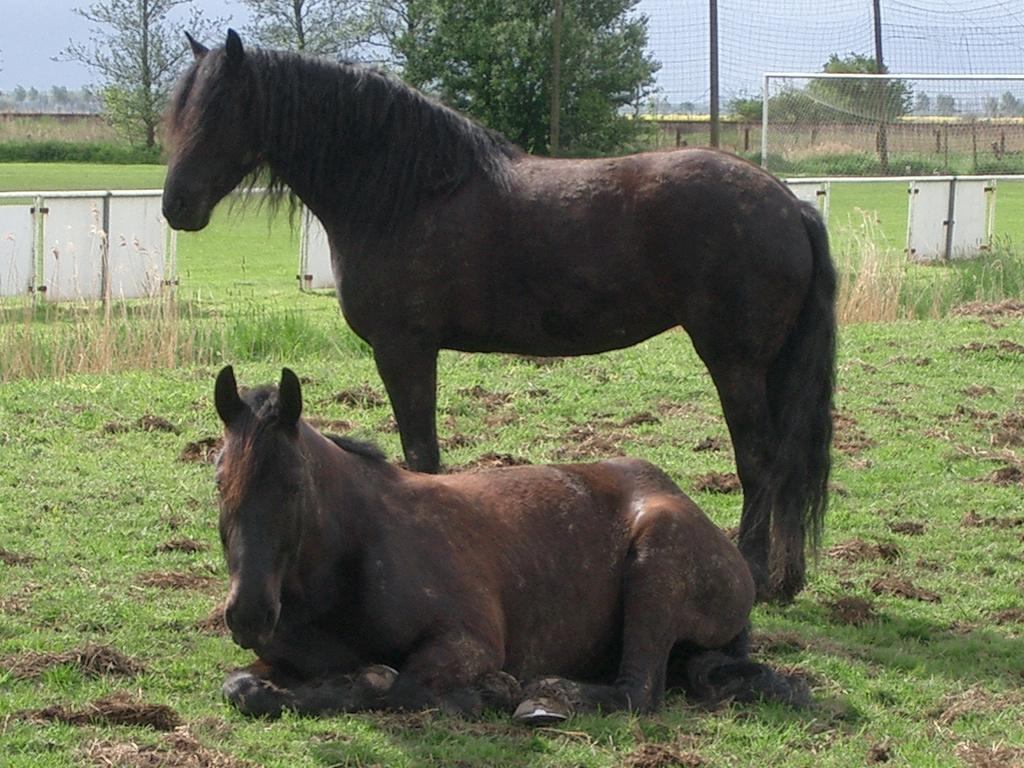
Zwei Rappen (Friesen) auf der Weide.

Der klassische Rappe hat sowohl schwarzes Langhaar als auch schwarzes Fell. Hufe und Augen sind, Abzeichen außer Acht gelassen, dunkel. Neben den „konstanten“ Rappen, die in jeder Jahreszeit schwarzes Fell haben (Glanzrappen oder Blaurappen), gibt es auch Sommerrappen, die im Winter ein bräunliches oder rötliches Fell bekommen, und Winterrappen, welche im Sommer ein eher bräunliches, gräuliches (Kohlrappen) oder rötliches Fell tragen.

## Verwechslungsmöglichkeiten
Kohlfüchse, Schwarzbraune und Leuchtrappen können so dunkel sein, dass man sie für Rappen halten könnte, obwohl sie genetisch keine Rappen sind.
- Bei Rappen sind Mähne, Schweif und Rücken meist am stärksten ausgebleicht. Der Bereich um die Augen, das Maul und der Bauch sind richtig schwarz, wenn dort keine Abzeichen zu erkennen sind.
- Bei Schwarzbraunen sind die Augen, der Bereich vor dem Ansatz des Hinterbeines und manchmal das Maul braun.
- Kohlfüchse sind am Rücken gewöhnlich nicht ausgebleicht.

|                        |                                                  |             |                |
| Völlig schwarzer Rappe | Links Schwarzbrauner Rechts ausgebleichter Rappe | Dunkelfuchs | Schwarzbrauner |

## Genetik

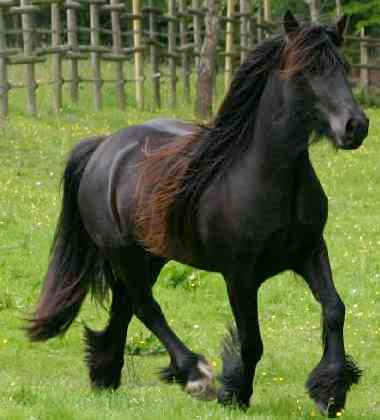
Rappe: Fell-Pony

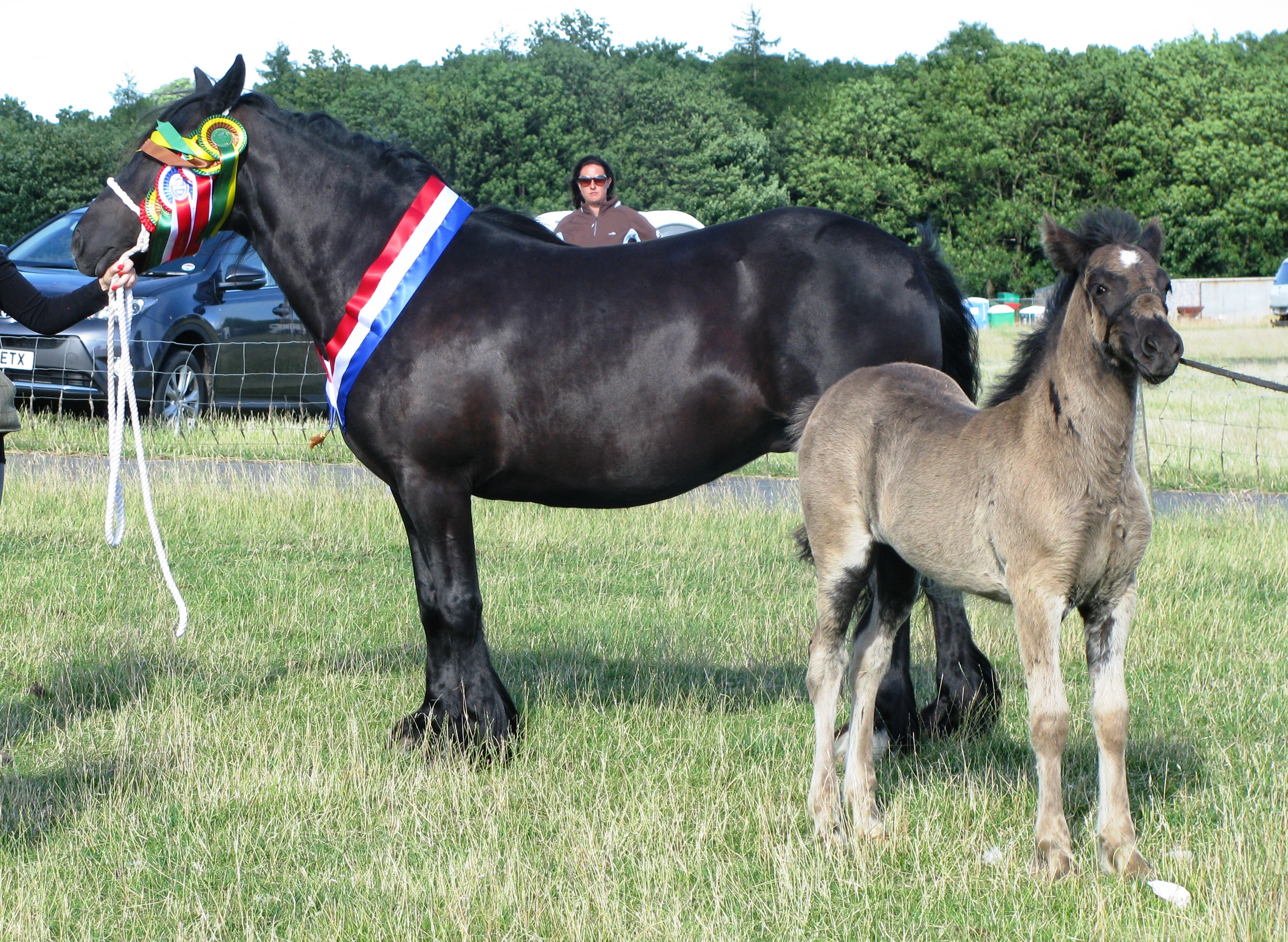
Dales-Stute mit Rapp-Fohlen. Diese oft mausgrau geboren, mit dem Fellwechsel werden sie dunkler. Um die Augen ist es schon schwarz.

Genetisch betrachtet ist die Rappfarbe der Melanismus des Pferdes. Es gibt zwei unterschiedliche Möglichkeiten, wie die Farbe entstehen kann.

### Rezessive schwarze Farbe: der normale Rappe
Damit ein Pferd zum Rappen wird, muss es auf dem Agoutilocus zweimal das rezessive Allel a für die Rappfarbe haben und auf dem Extension-Locus mindestens einmal das dominante Allel E haben, das schwarze Farbe an Mähne und Schweif zulässt.

### Dominant schwarze Farbe
Es gibt bei Arabern ein Gen für dominant schwarze Farbe, das dem Extension-Locus zugeschrieben wird. Ein Pferd, das dieses Gen einmal trägt, also hierfür heterozygot ist, wird unabhängig von den weiteren Genen auf Extension- und Agoutilocus zum Rappen.

### Beeinflussung durch andere Farbgene
Pferde, die auf Agouti und Extension-Locus eine der Genkombinationen für Rappfarbe haben, können durch weitere Farbgene in der Farbe verändert werden:
Leuzistische Farbgene haben beim Rappen die Wirkung, dass ein Teil des Fells weiß ist, weil dort die Melanozyten, die farbstoffbildenden Zellen, fehlen, während andere Fellbereiche die schwarze Grundfarbe beibehalten. Die am schwächsten ausgeprägte Form des Leuzismus führt zu weißen Abzeichen. Ein Rappschecke entsteht, wenn die Rappfarbe mit einem der Scheckungsgene kombiniert ist. Bei stichelhaarigen Pferden entsteht ein Mohrenkopfschimmel. Beim dominant weißen Pferd ist von der schwarzen Grundfarbe nichts mehr zu erkennen, da am gesamten Körper die Melanozyten des Fells fehlen. Als Classik Champagne wird ein durch das Champagne-Gen aufgehellter Rappe bezeichnet.

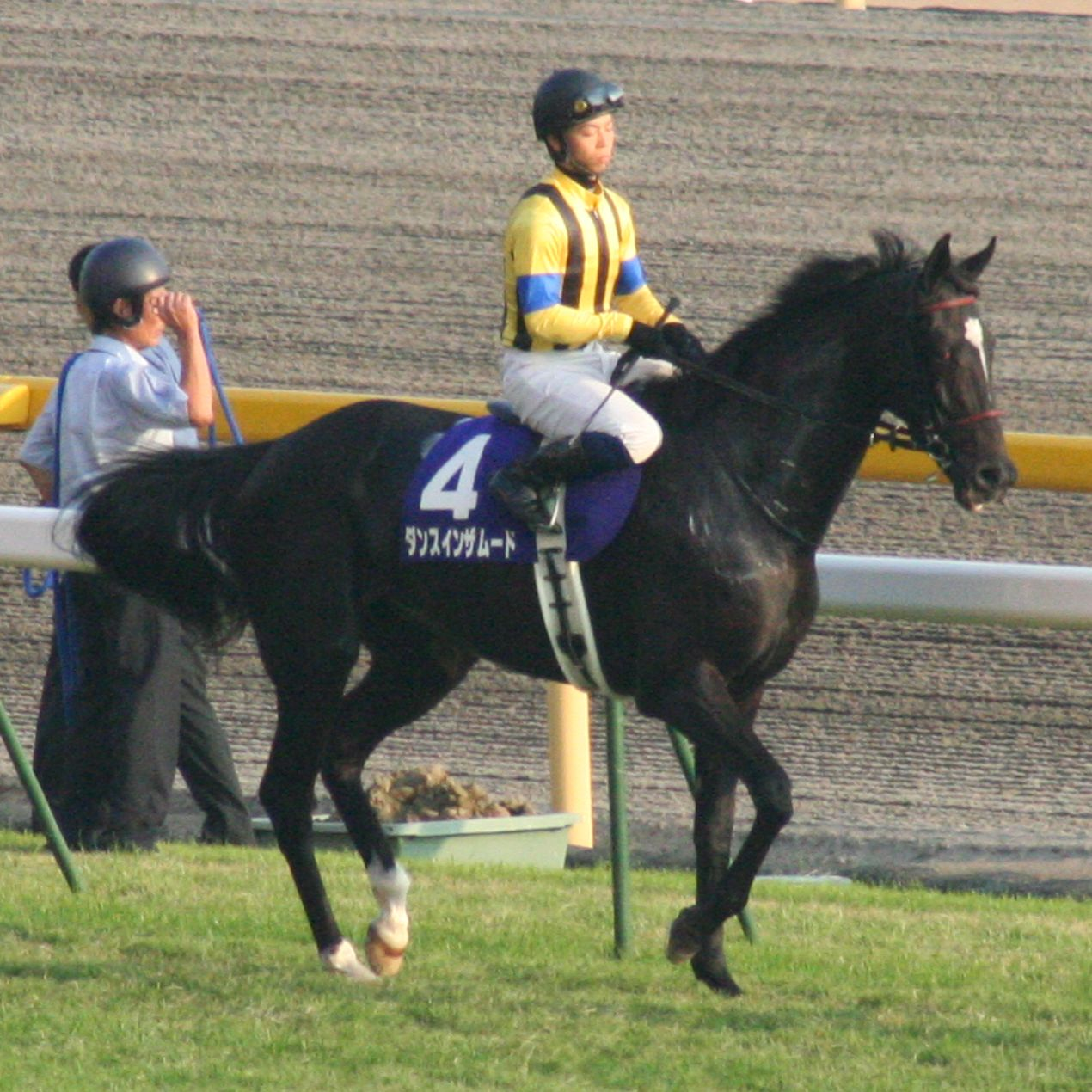
Rappe mit weißen Abzeichen am Kopf und an den Beinen
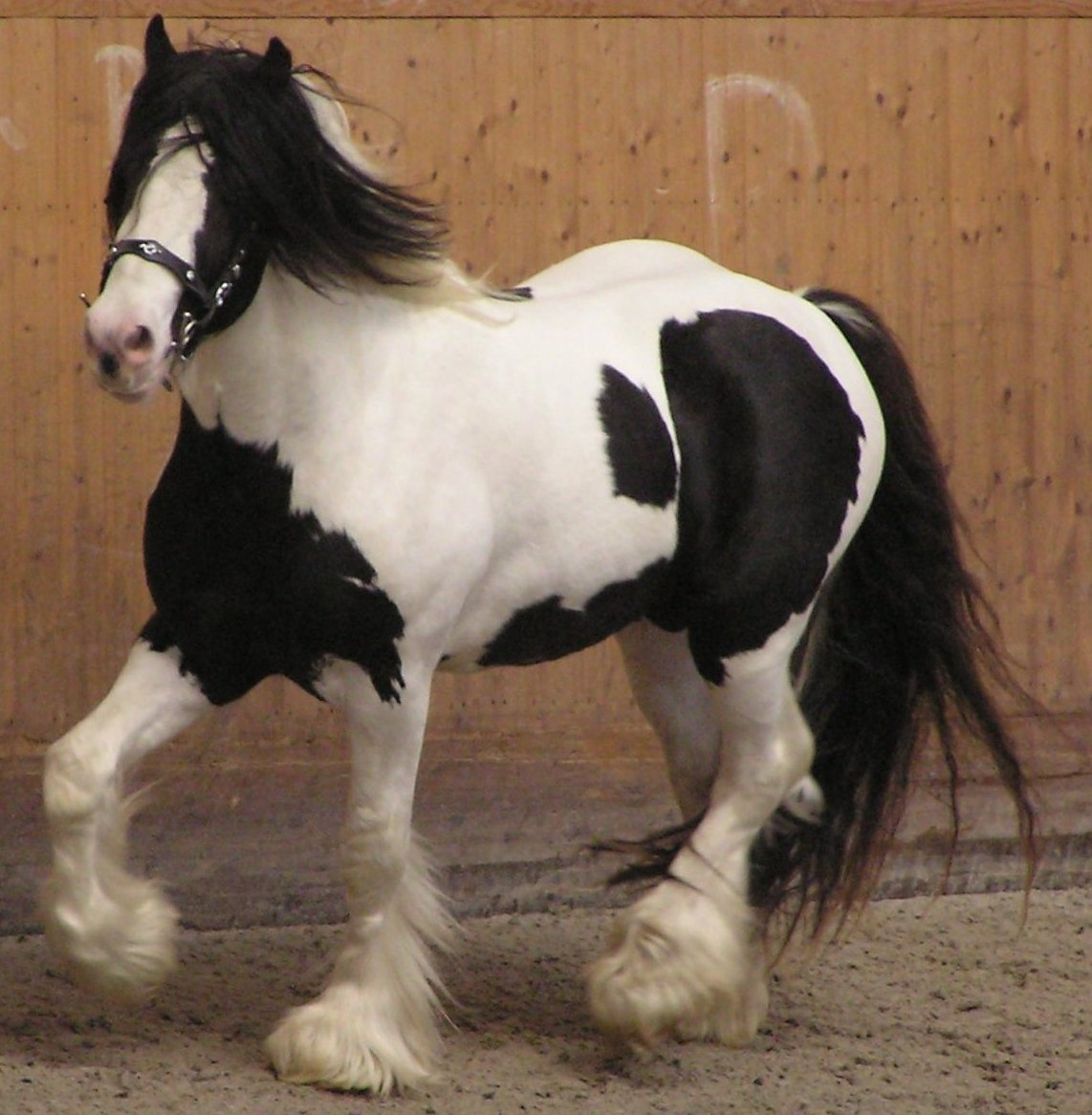
Rappschecke, Tobiano
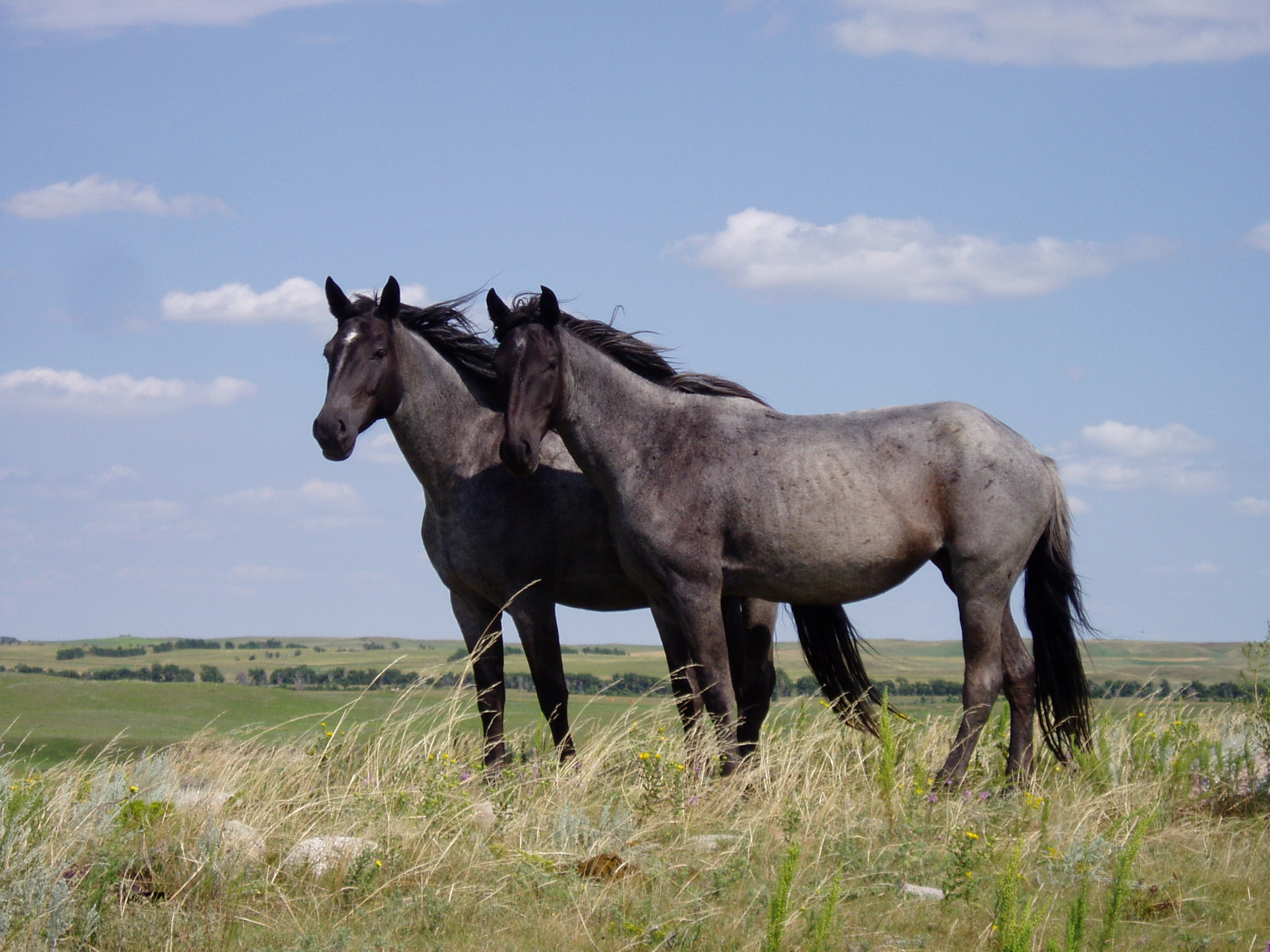
Mohrenkopfschimmel

Durch Gene des Albinismusspektrums wird das Fell am gesamten Körper zu Grau oder Braun aufgehellt. Manchmal führt das zu einer gleichmäßig hellen Farbe, in anderen Fällen wird auch eine Zeichnung erkennbar. Als Leuchtrappe wird ein Pferd bezeichnet, das durch ein einfach vorliegendes (heterozygotes) Cream-Gen von der Rappfarbe zu einem Braun aufgehellt wurde. Die Farbe der betroffenen Tiere reicht von schwarz bis dunkelbraun. Das Windfarbgen hellt Rappen zu grau oder braun auf, teilweise mit Apfelzeichnung. Die betroffenen Tiere werden als Rappwindfarben bezeichnet. Schimmel können als Rappen geboren werden. Sie werden mit der durch die anderen Farbgene festgelegten Grundfarbe geboren und bekommen im Laufe ihres Lebens immer mehr weiße Haare, bis sie schließlich ganz weiß sind (Atlasschimmel) oder nur noch kleine farbige Flecken haben (Fliegenschimmel).

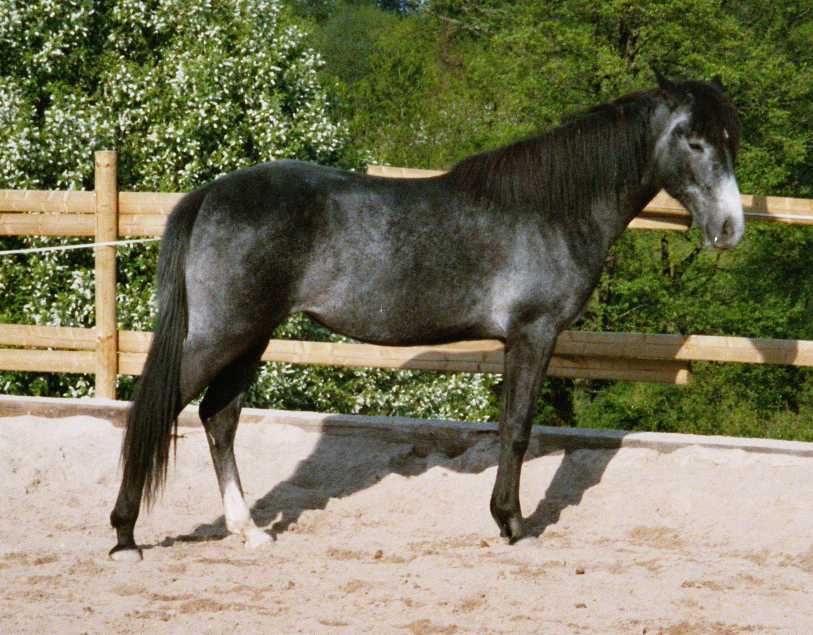
Rappschimmel: Rappe, der beginnt auszuschimmeln
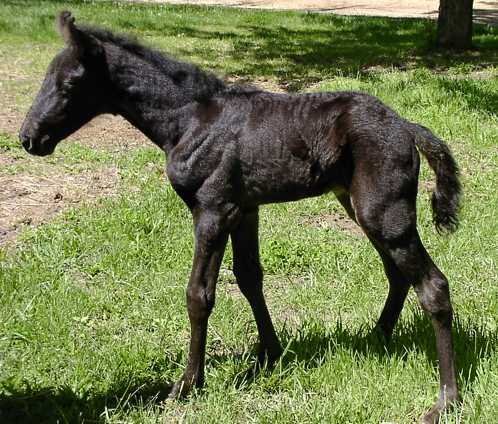
Leuchtrappe
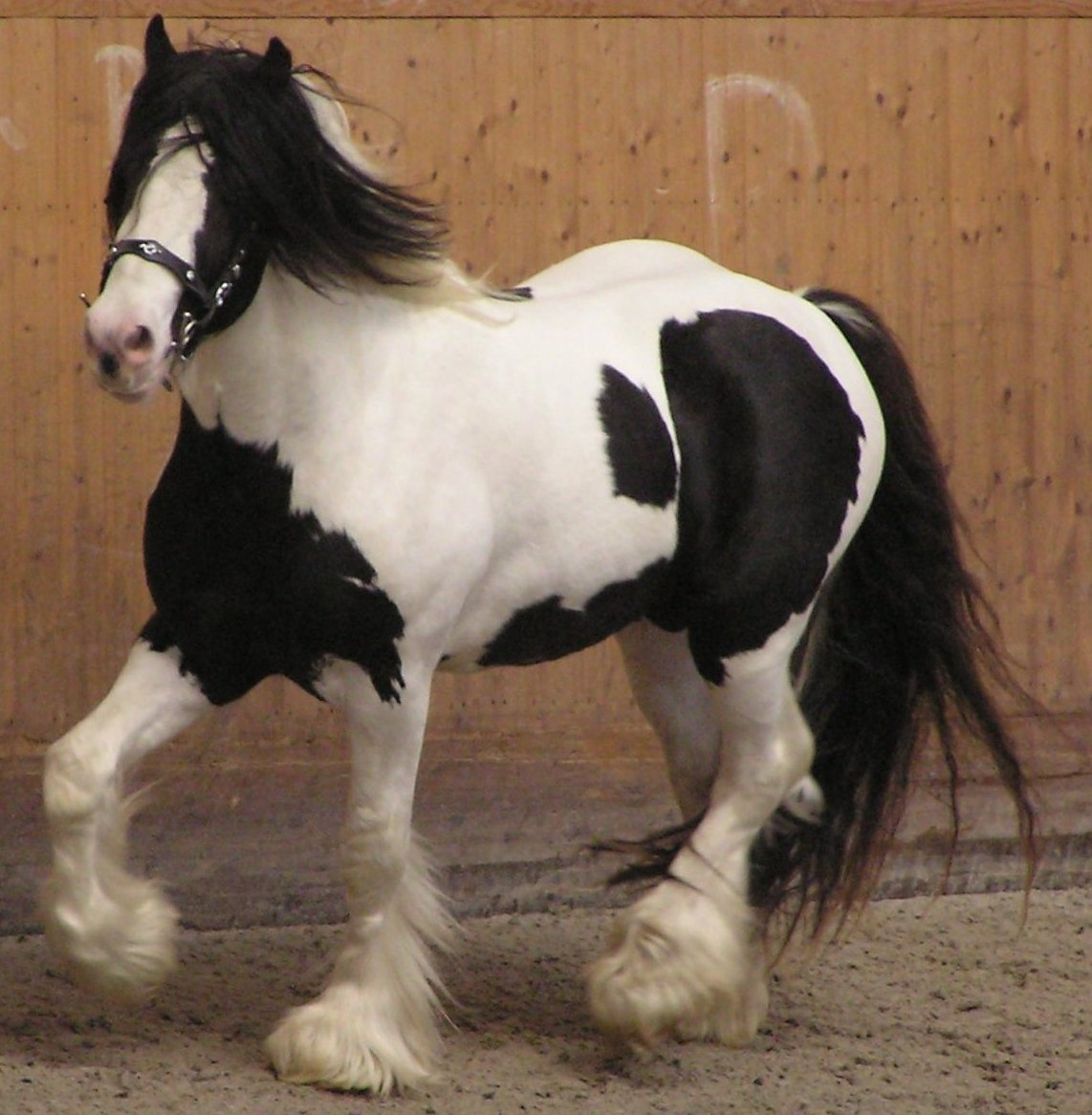
Rappe mit Tobianoscheckung
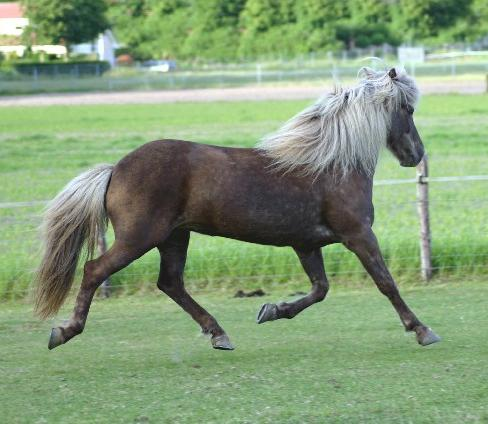
Rappwindfarbener
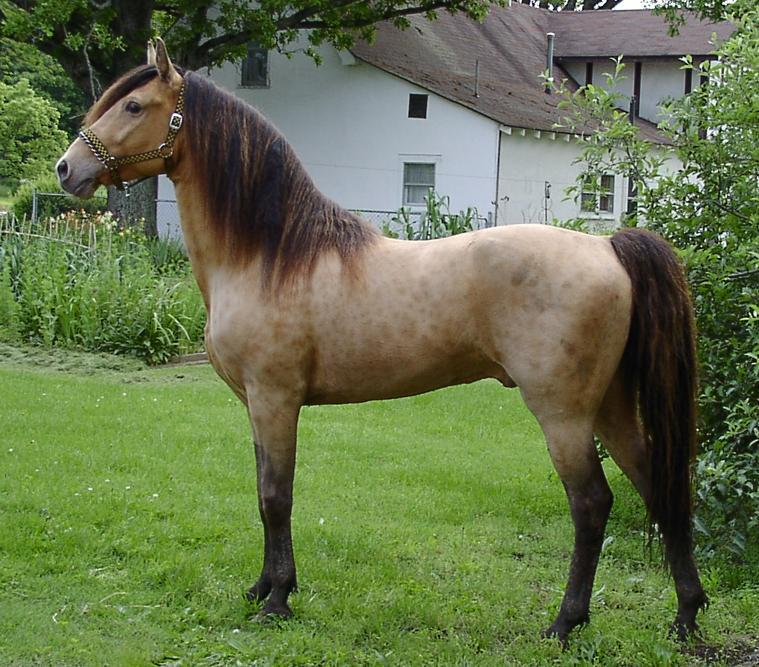
Rappe durch das Champagne-Gen aufgehellt

## Rassen
Rappe ist eine eher seltene Farbe. Dennoch ist es bei einigen Pferderassen – wie beispielsweise dem Friesen, dem Fell Pony und dem Mérens-Pferd – im Zuchtstandard verankert, dass sie Rappen sein müssen.

## Sonstiges
- Fellfarben der Pferde
- Genetik der Pferdefarben